# سوند ادراری
سوند ادراری یا کاتتر ادراری لوله باریک، توخالی و انعطاف‌پذیری است که برای جمع‌آوری ادرار، درون مثانه قرار داده می‌شود. به پروسه گذاشتن این لوله در علم پزشکی کاتتراسیون یا سونداژ می‌گویند.

## موارد استفاده و کاربرد
موارد مصرف اصلی سُند ادراری زمانی است که به هر دلیل تخلیه ادرار به شکل مناسب صورت نمی‌گیرد. کاتتر ادراری ممکن است برای مدت کوتاهی پس از جراحی هنگامی که فرد نمی‌تواند به توالت برود مورد استفاده قرار گیرد، یا هنگامی وجود یک بیماری یا جراحت ایجاب کند برای درازمدت به کار گرفته شود. کاتتر ادراری یک لوله است که از طریق مجرای ادراری وارد مثانه می‌شود. این کاتتر می‌تواند دائمی یا موقت باشد. کاربرد اصلی کاتتر ادراری در حالت‌هایی است که نیاز به خروج و دفع ادرار از بدن از طریق مجرای طبیعی وجود دارد اما به‌دلیل مشکلات مانند انسداد مسیر ادراری، عدم کنترل ادراری، آسیب‌های نخاعی و... این امکان وجود ندارد. کاتتر ادراری ممکن است به مدت معین مورد استفاده قرار گیرد یا به صورت دائمی نصب شود

## دیگر اهداف سونداژ مثانه
سونداژ مثانه دارای اهداف دیگری نیز می‌تواند باشد، مانند:
1. گرفتن نمونه ادرار استریل (به خصوص در خانمی که پریود می‌باشد)
2. اندازه‌گیری میزان باقی‌مانده ادرار در مثانه بعد از عمل دفع
3. مورد استفاده برای بیماری که بی‌اختیاری دارد.
4. قبل و بعد از عمل جراحی
5. تخلیه مثانه قبل از انجام آزمایشی خاص[۳]

## انواع
سوندها از دو جنبه مهم با یکدیگر تفاوت دارند، اول نوع و محل قرارگیری و دوم مدت زمان باقی‌ماندن در محل. سوندها دارای انواع گوناگونی هستند که شامل موارد زیر می‌شوند:
- سوندهای ساده یا نلاتون یا یکبار مصرف
- سوند فولی (دوشاخه یا سه شاخه)
- سوند پترز
- سوندهای فلزی
- سوند حالب
- سوند بنیکه

## نگارخانه

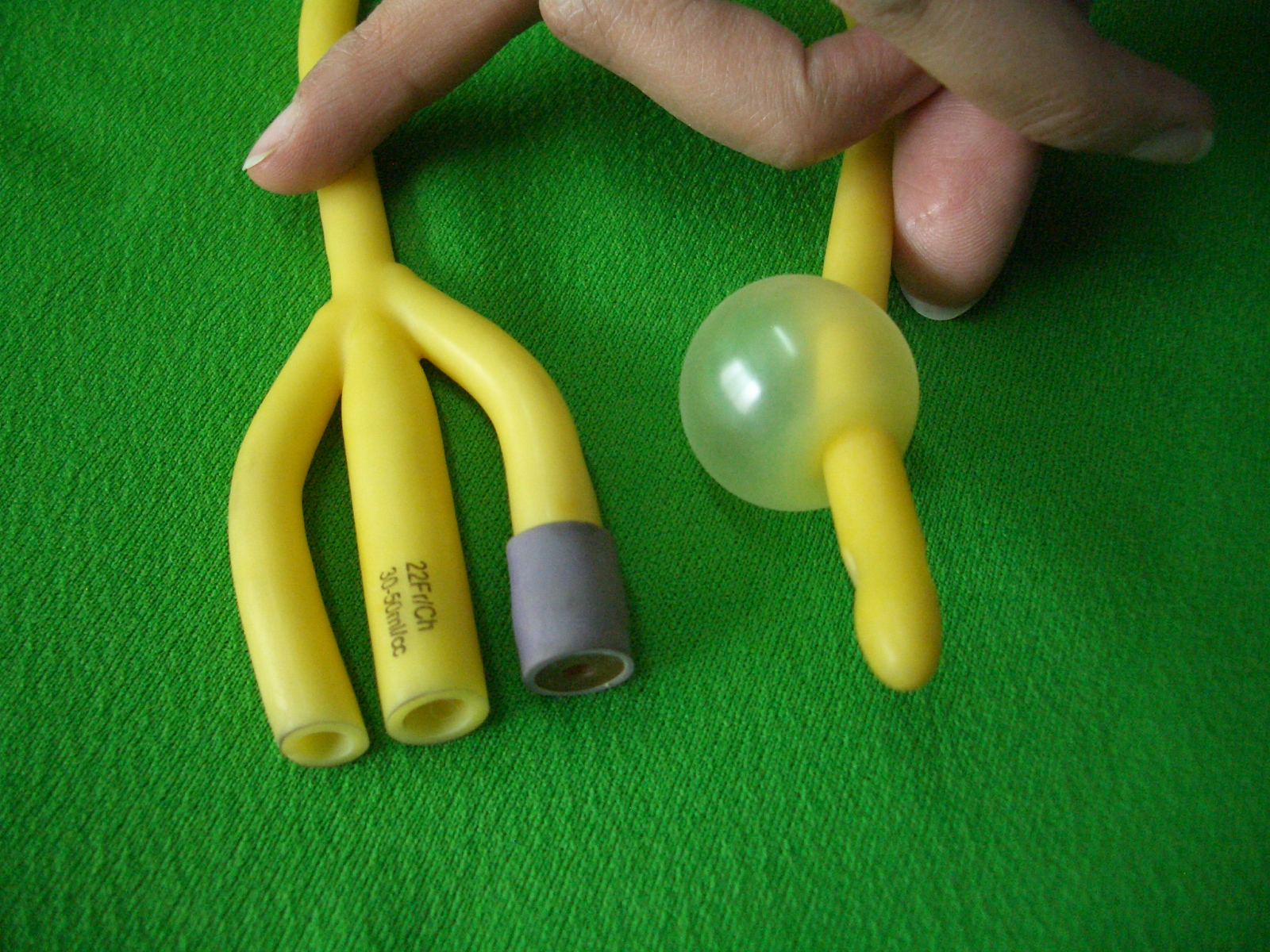
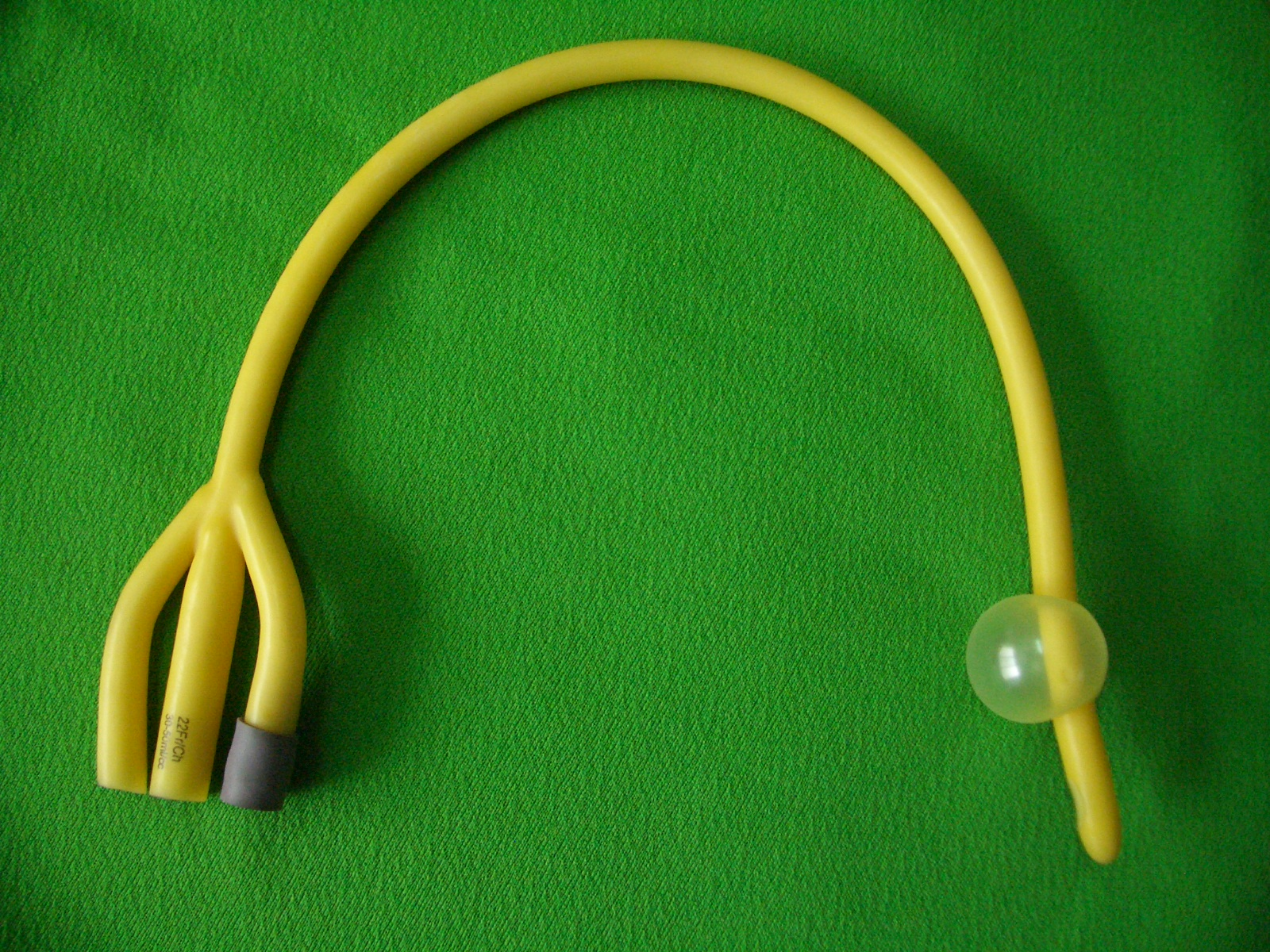
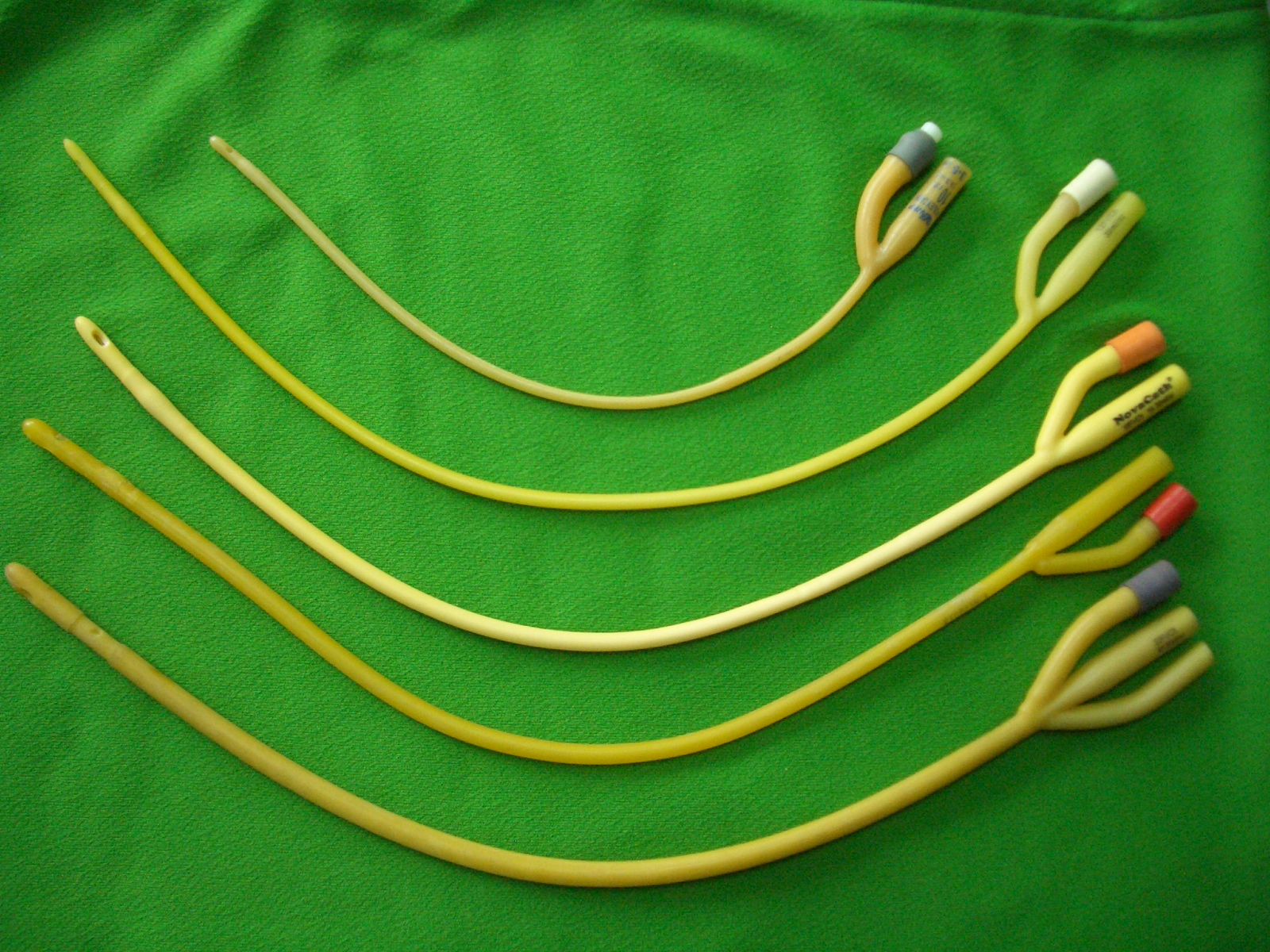
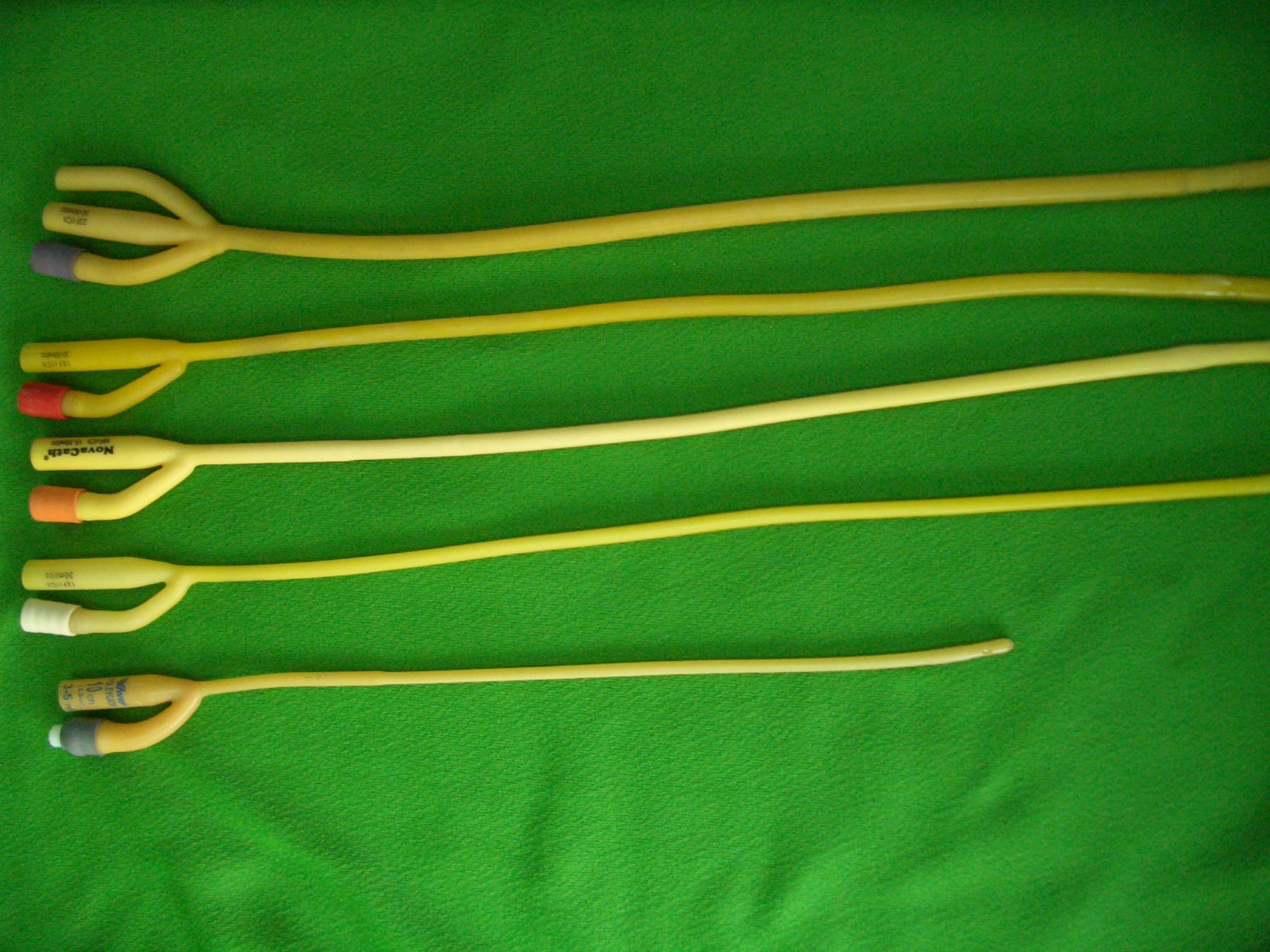